# Мойше Меламед
Мойше Меламед (їд. משה מלמד‎; 25 грудня 1882, Унгени, Яський повіт, Бессарабська губернія  — 5 січня 1954, Лос-Анджелес) — єврейський письменник, театральний критик, редактор і журналіст. Писав на ідиш.

## Біографія
Мойше Меламед народився в Бессарабія бессарабському містечку Унгени (тепер райцентр Унгенський район Унгенського району Молдова Молдови) в 1882 рік, в сім'ї столяра Хайкеля Шлемовича Меламеда. Здобув традиційну єврейську освіту в хедері, в дванадцять років став підмайстром у столяра, самостійно освоїв давньоєврейську мову і ази російської мови. Під впливом Шомера (псевдонім письменника Нохема-Меєра Шайкевича) з 18-річного віку публікував нотатки та нариси у газеті «Дер юд». З 1905 рік а — в Америці, де відразу почав друкувати оповідання, нариси, літературно-критичні статті в різних періодичних виданнях країни і за кордоном (перша публікація — в лондонській газеті "Їдишер експрес").
Був одним із засновників анархістської єврейської землеробської колонії в Клеріоні (штат Юта), в якій жив з 1912а; відкрив єврейську школу, бібліотеку та інші культурні установи. Перша група поселенців з Філадельфія Філадельфії прибула в Клеріон 10 вересня 1911 і зайнялася підготовкою 1500 акрів землі для засіву Пшениця пшеницею, Люцерна посівна люцерною і Овес вівсом . Пустельний ґрунт виявився малопридатним для вирощування цих культур, але незважаючи на це число поселенців уже через рік зросло до 156 осіб. У 1916 році їм довелося покинути поселення, яке незабаром перетворилося на місто-примара.
З 1917 ріка — в Філадельфії, був пов'язаний з єврейським театром, працював копіювальником, займався театральною критикою. Незабаром став членом редколегії, потім редактором та постійним співробітником газети «Ді їдише Велт» («Єврейський світ»), вів у цій газеті театральний відділ; регулярно публікувався в щоденних нью-йоркських газетах «Форвертс» (Вперед) і "Тог" (День), де опублікував із продовженням кілька романів. У 1934 році він став співзасновником іншої землеробської колонії в Рузвельті (штат Нью-Джерсі), де жив до початку 1950-х років.
Мойше Меламед — автор низки книг, головні з яких «А реге глік» («Мить щастя», 1924) і «Вандервег» («Дорога поневірянь», 1944) — епічне твір на автобіографічному матеріалі в трьох томах, перший з яких оповідає про бессарабське містечко, в якому народився автор, другий - про життя безсарабських іммігрантів у Новому Світі, і третій - про єврейську землеробську колонію в США. Написав також кілька одноактних п'єс - "Хаве" (1907), "Бам фремдн фаєр" (1917) та інші.